# 孙执中
孙执中（1921年—），男，汉族，湖北嘉鱼人，中国世界经济学家，曾任第七、八届全国政协委员。